# Jason R. Workman Memorial Bridge
Le Jason R. Workman Memorial Bridge – ou Mexican Hat Bridge – est un pont en arc américain situé dans le comté de San Juan, dans l'Utah. Construit en 1953, ce pont routier permet le franchissement de la San Juan par l'U.S. Route 163.